# 26 iulie
ianuarie • februarie • martie  • aprilie  • mai  • iunie  • iulie  • august  • septembrie  • octombrie  • noiembrie  • decembrie
26 iulie este a 207-a zi a calendarului gregorian și a 208-a zi în anii bisecți. Mai sunt 158 de zile până la sfârșitul anului.

## Evenimente

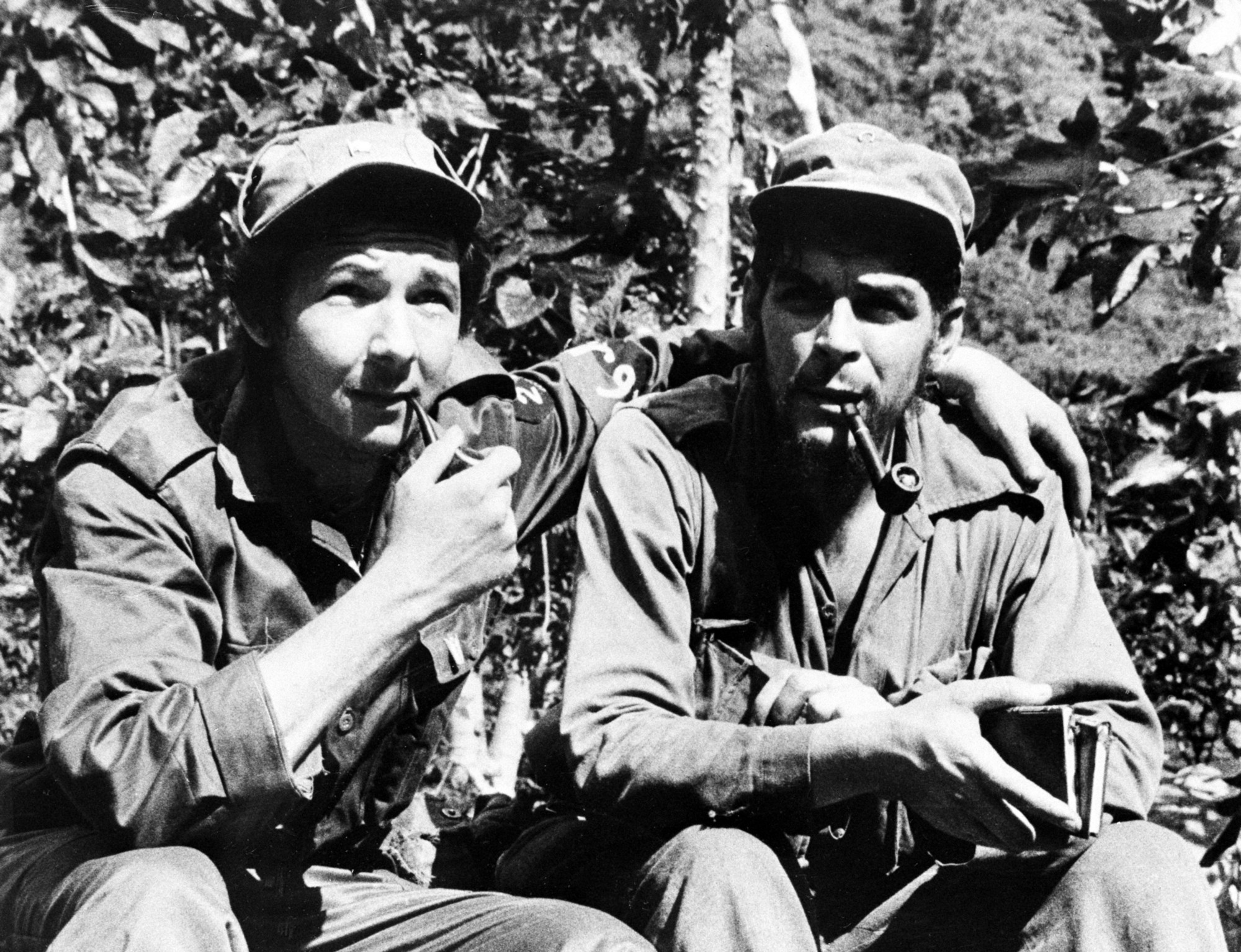
1953: Începutul Revoluției Cubaneze. Raúl Castro (stânga) și Ernesto "Che" Guevara.

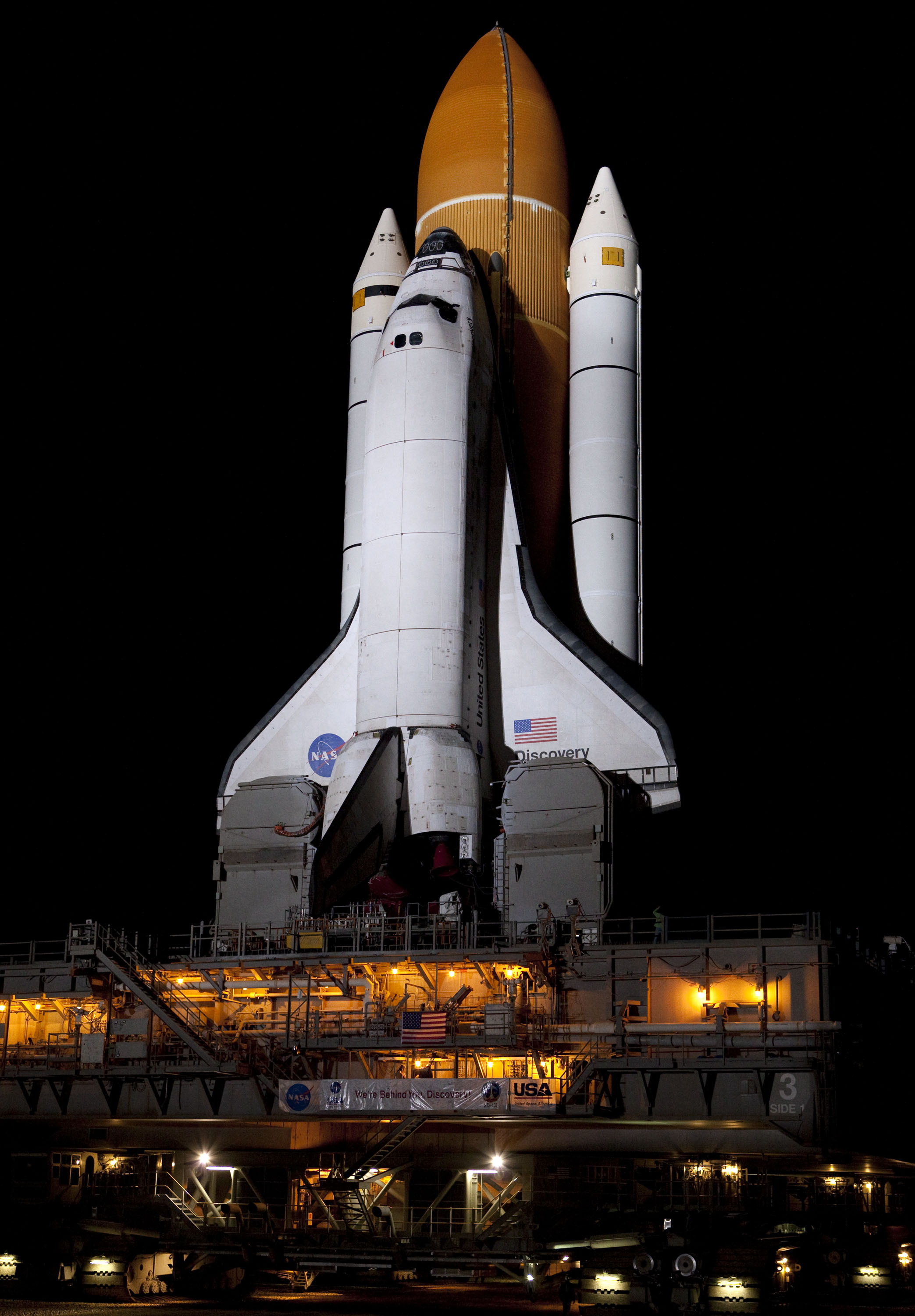
2005: La doi ani jumătate după dezastrul navetei spațiale Challenger, NASA lansează naveta spațială Discovery cu echipaj uman.

- 1529: Francisco Pizarro González, conchistador spaniol, este numit guvernator al Peru.
- 1741: A fost descoperită Peninsula Alaska de către exploratori ruși; în 1867 a fost cumpărată de SUA. În prezent, Alaska este stat al SUA.
- 1469: Războiul celor Două Roze: În bătălia de la Edgecote Moor forțele conduse de Richard Neville, conte de Warwick se opun celor conduse de Eduard al IV-lea al Angliei.
- 1882: Parsifal, operă în trei acte de Richard Wagner, a avut premiera la Bayreuth.
- 1887: L. L. Zamenhof editează prima carte despre limba planificată Esperanto, în limba rusă.
- 1891: Franța anexează Tahiti.
- 1908: Procurorul general al Statelor Unite a înființat o organizație ce a stat la baza FBI-ului din ziua de astăzi.
- 1914: Serbia și Bulgaria întrerup relațiile diplomatice.
- 1921: Intră în vigoare Tratatul de la Trianon între Puterile Aliate și Ungaria. Recunoașterea pe plan internațional a unirii Transilvaniei, Banatului, Crișanei și Maramureșului cu România (semnat la 4 iunie 1920).
- 1940: La Salzburg/Austria are loc o întrevedere între Ion Gigurtu (prim-ministru) și Mihail Manoilescu (ministru de externe), pe de o parte, și Adolf Hitler și Joachim von Ribbentrop, de cealaltă parte; Guvernului român i s-a recomandat să răspundă revendicărilor Ungariei horthyste prin propuneri și negocieri directe.
- 1941: Este cucerită Cetatea Albă. Se încheie campania militară purtată de Armata Română, alături de cea germană, pentru eliberarea nordului Bucovinei și Basarabiei.
- 1944: Prima rachetă V-2 germană care lovește Regatul Unit.
- 1945: Al doilea război mondial: Ultimatumul anglo–chino–american care solicita capitularea Japoniei.
- 1945: Partidul Laburist câștigă alegerile generale din Marea Britanie. Căderea de la putere a lui Winston Churchill.
- 1952: Regele Farouk al Egiptului abdică în favoarea fiului său Fuad în vârstă de cinci luni.
- 1953: Prin lansarea unui atac nereușit împotriva unei baze militare din Santiago de Cuba, Fidel Castro a declanșat Revoluția Cubaneză.
- 1956: Egipt: naționalizarea Canalului Suez.
- 1957: Carlos Castillo Armas, dictator al Guatemalei, este asasinat.
- 1958: Programul Explorer: se lansează Explorer 4.
- 1965: Se garantează independență deplină pentru Maldive.
- 1971: Programul Apollo: Lansarea misiunii Apollo 15 și prima utilizare a unui vehicul lunar.
- 1974: Prim-ministrul grec Konstantinos Karamanlis formează primul guvern civil din țară, după șapte ani de conducere militară.
- 1976: Primul card VISA a fost utilizat pentru prima oară, la Thompson Travel, în Burlington, Vermont, SUA, fiind emis de Howard Bank. Suma tranzacționată a fost de 178 USD, fiind folosită pentru cumpărarea unor bilete de avion.
- 1999: Conflictul Kargil se încheie oficial. Armata indiană anunță evacuarea completă a intrușilor pakistanezi.
- 2005: Ploile torențiale de 99,5 cm în 24 h în Mumbai, India au provocat indundații care au ucis peste 1000 de oameni.
- 2005: La doi ani jumătate după dezastrul navetei spațiale Challenger, NASA lansează naveta spațială Discovery cu echipaj uman.
- 2019: Emoție în societatea românească în cazul unei adolescente care a sunat de trei ori la 112 anunțând că a fost sechestrată, violată și bătută, însă autoritățile nu au reușit să identifice locul în care se află. Poliția a intervenit după aproximativ 19 ore de la apel. Principalul suspect a fost reținut pentru trafic de minori și viol.[1][2][3]
- 2023: Președintele Nigerului, Mohamed Bazoum, este răsturnat printr-o lovitură de stat, după ce membri ai gărzii prezidențiale și ai forțelor armate preiau controlul țării și îl instalează pe generalul Abdourahamane Tchiani în fruntea unei junte militare.[4]

## Nașteri
- 1721: Samuel Brukenthal, guvernator al Transilvaniei, colecționar de artă (d. 1803)
- 1800: Octave Tassaert, pictor francez (d. 1874)
- 1833: Gheorghe Manu, general român, ministru de Război, premier al României (d. 1911)
- 1856: George Bernard Shaw, dramaturg și eseist englez, laureat al Premiului Nobel (d. 1950)
- 1872: Scarlat Demetrescu, profesor de științe naturale, geografie, scriitor și unul din cei mai mari spiritualiști români (d. 1945)
- 1875: Carl Gustav Jung, psihanalist elvețian (d. 1961)
- 1885: Teodor Bălan, istoric român (d. 1972)
- 1885: André Maurois, scriitor francez (d. 1967)

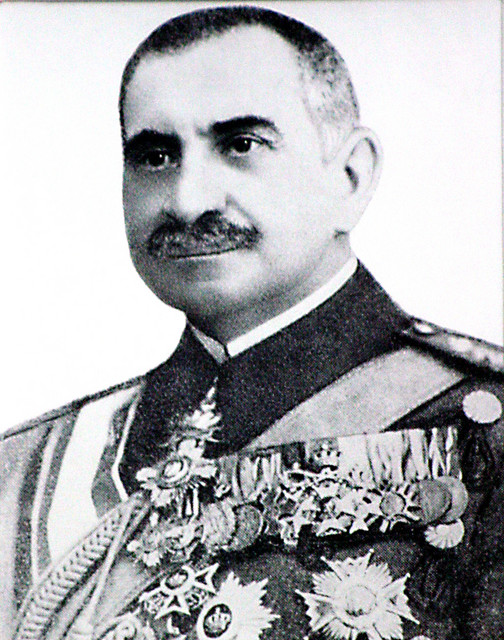
Gheorghe Manu, premier al României
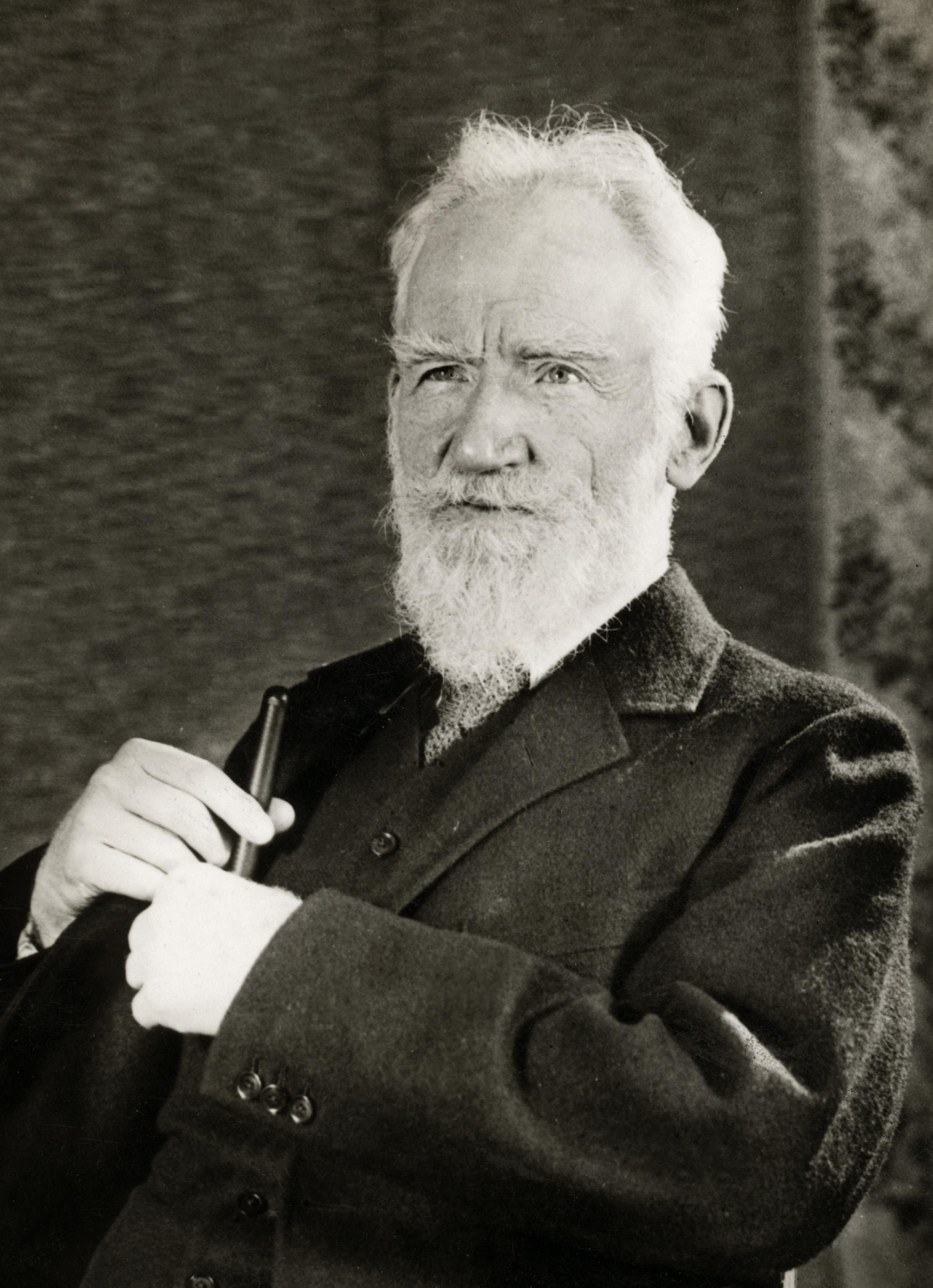
George Bernard Shaw, dramaturg englez, laureat Nobel
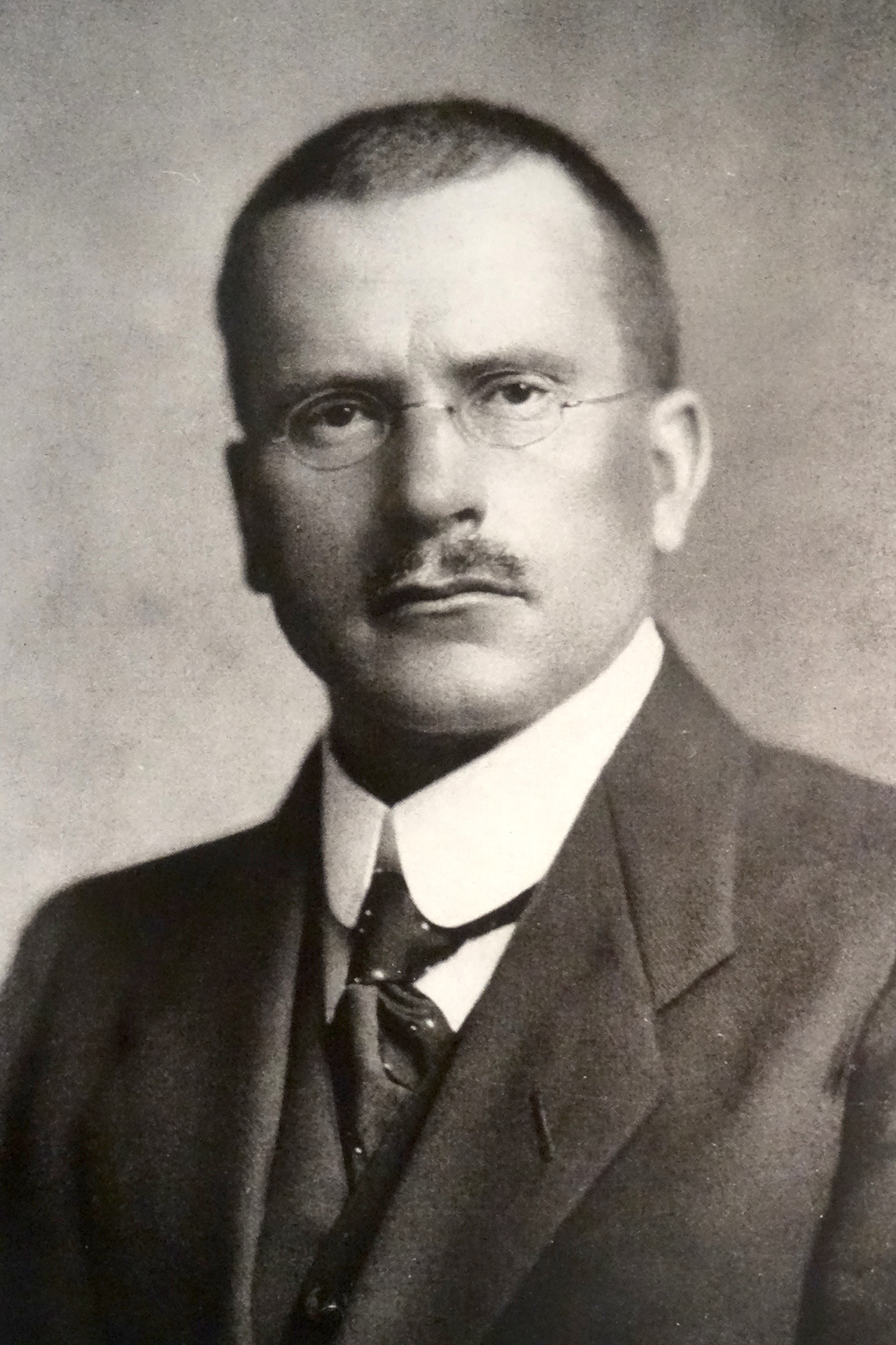
Carl Gustav Jung, psihanalist elvețian

- 1888: Samuel Agnon, scriitor evreu (d. 1970)
- 1894: Aldous Huxley, scriitor englez (d. 1963)
- 1894: Egizio Massini, dirijor român de origine italiană (d. 1966)
- 1922: Jason Robards, actor american (d. 2000)
- 1928: Constantin Corduneanu, matematician român, stabilit în SUA din anul 1978 (d. 2018)
- 1928: Stanley Kubrick, regizor american (d. 1999)
- 1928: Francesco Cossiga, politician italian, al 8-lea președinte al Italiei (d. 2010)
- 1931: Eugenia Dumitrașcu, artist plastic român (d. 2003)
- 1932: Menachem Hacohen, prim-rabin al Cultului Mozaic din România
- 1939: Cezar Baltag, poet român (d. 1997)

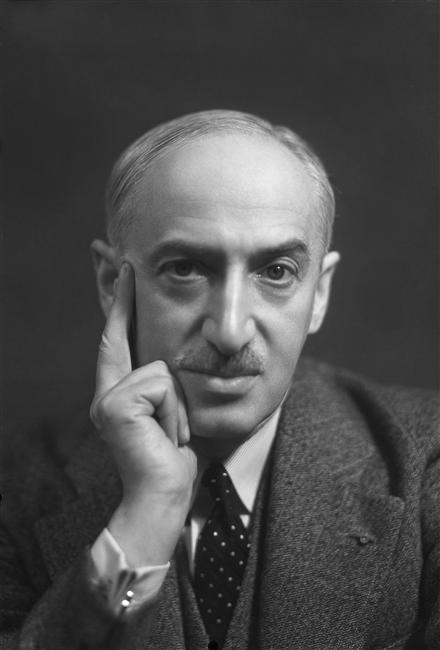
André Maurois, scriitor francez
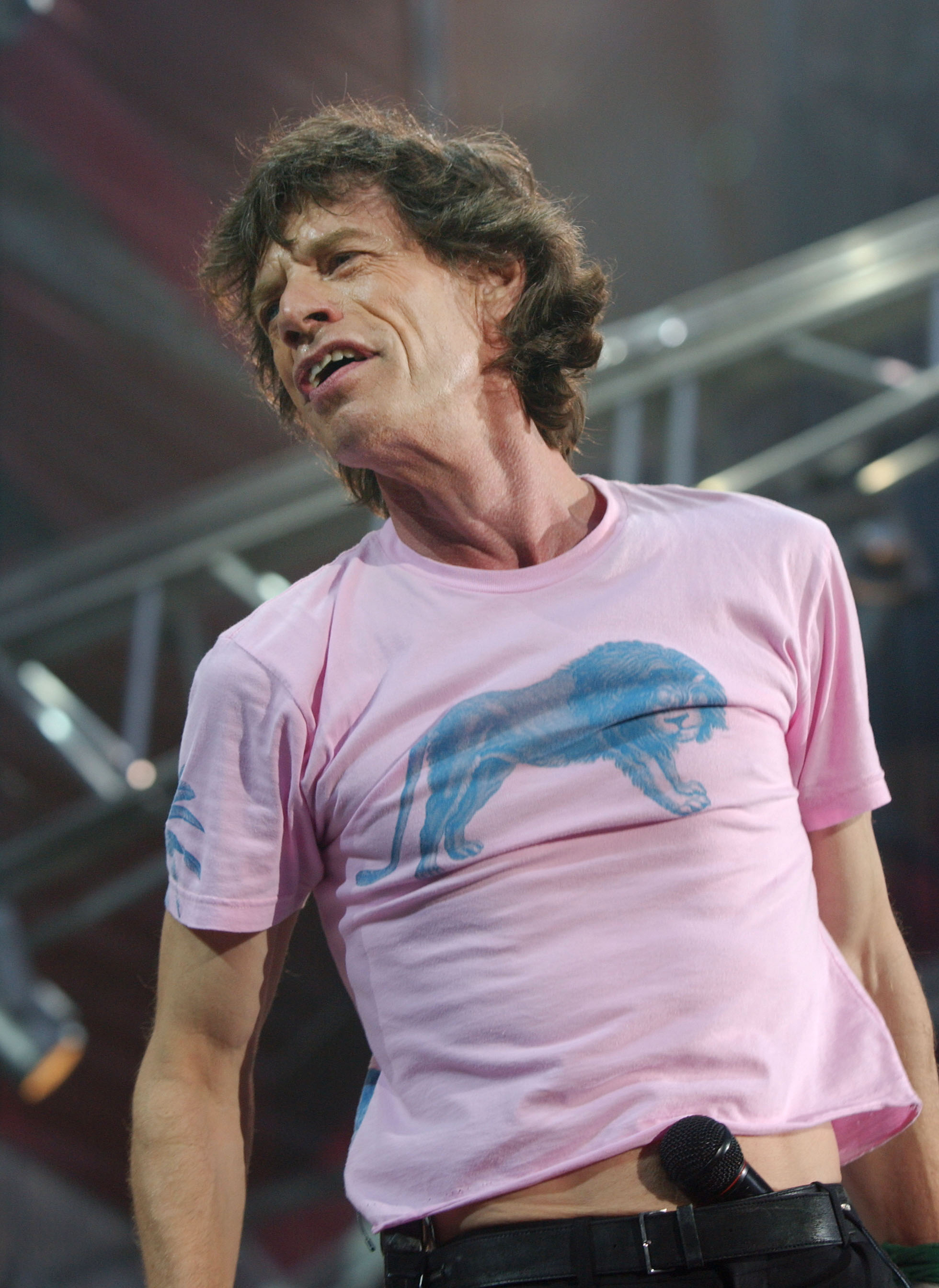
Mick Jagger, interpret de muzică rock, compozitor, actor, producător de film și om de afaceri britanic (The Rolling Stones)
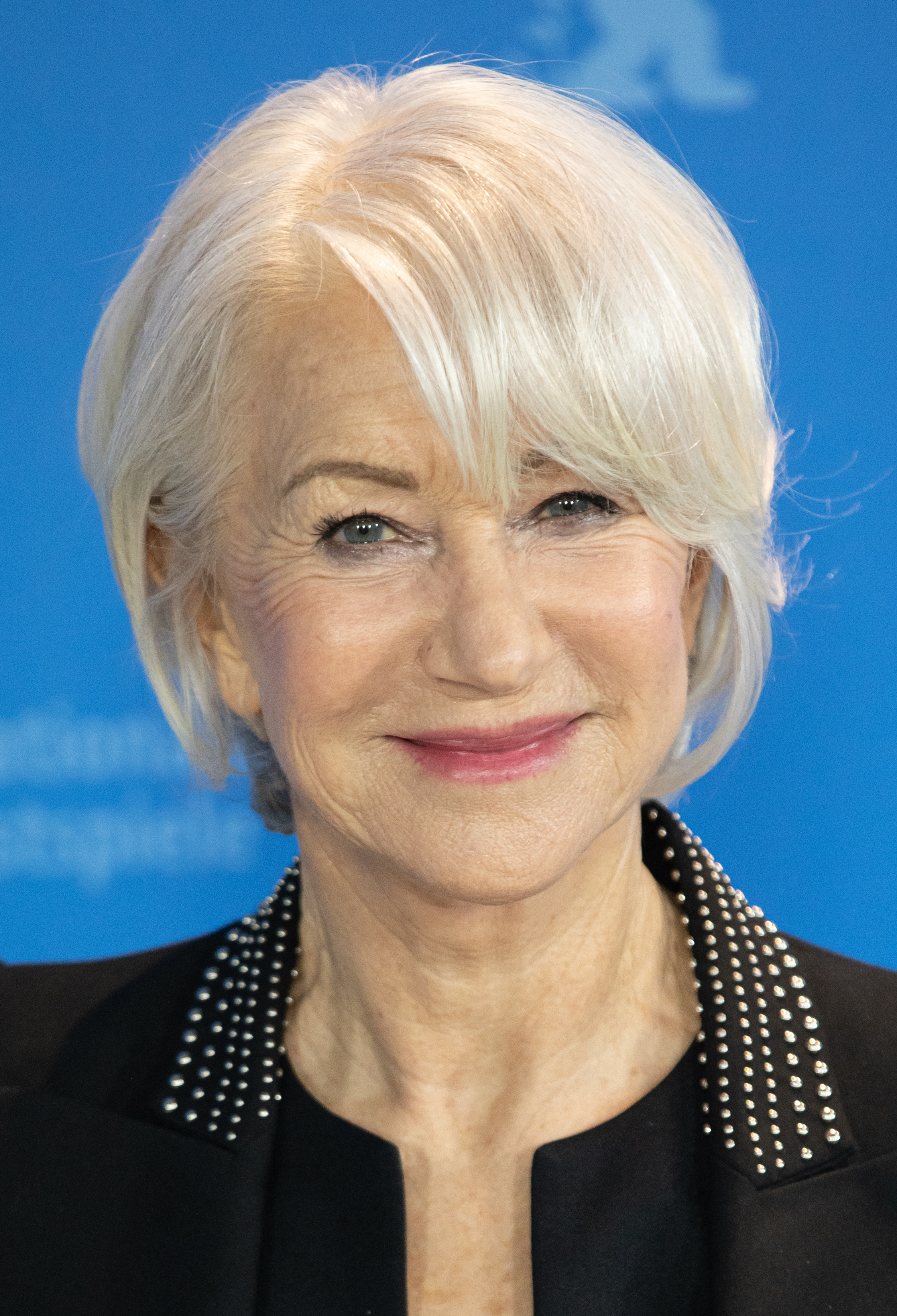
Helen Mirren, actriță engleză

- 1940: Monica Ghiuță, actriță de teatru și film română (d. 2019)
- 1942: Ovidiu Schumacher, actor român
- 1943: Mick Jagger, interpret de muzică rock, compozitor, actor, producător de film și om de afaceri britanic (The Rolling Stones)
- 1945: Helen Mirren, actriță engleză
- 1949: Roger Taylor, muzician britanic (Queen)
- 1952: Dan Condurache, actor român de teatru și film
- 1955: Asif Ali Zardari, politician pakistanez
- 1956: Vasile Blaga, politician român

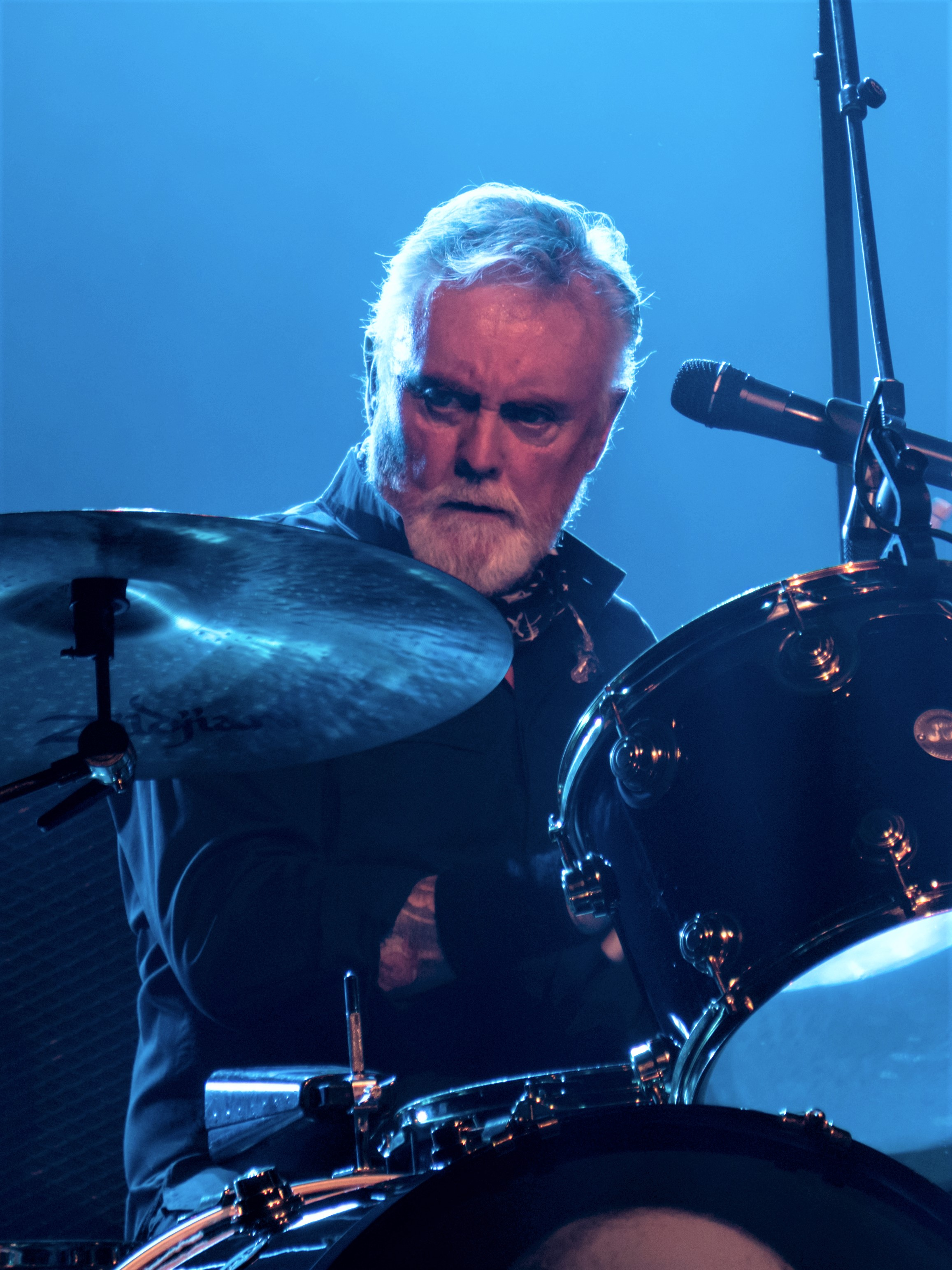
Roger Taylor, toboșareul trupei Queen
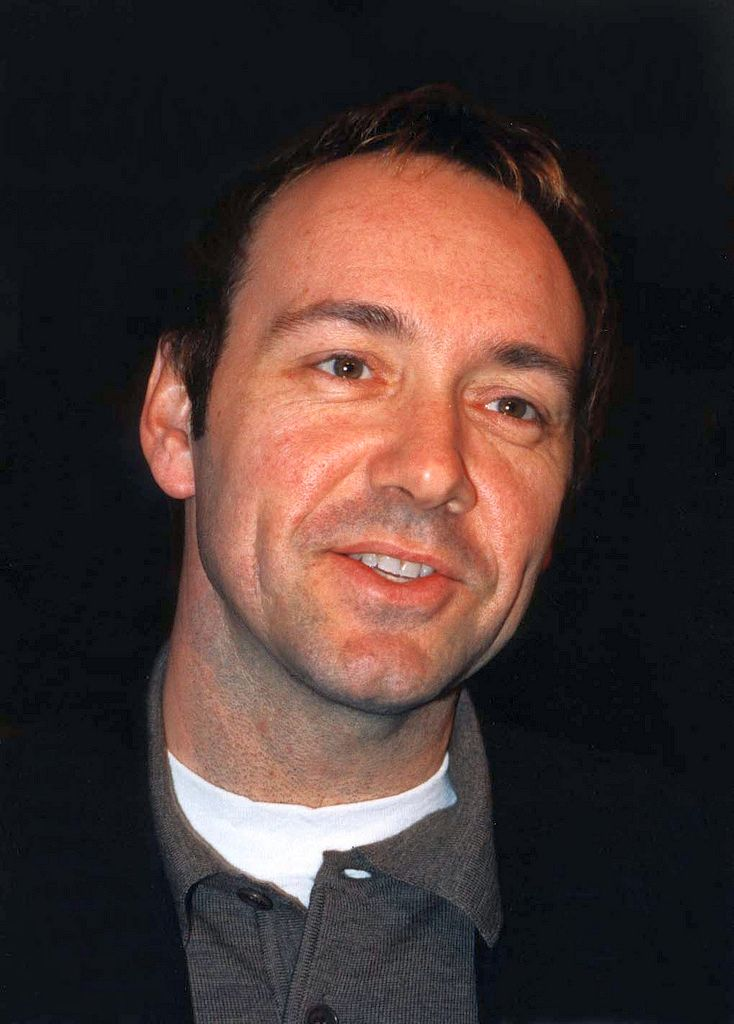
Kevin Spacey, actor american
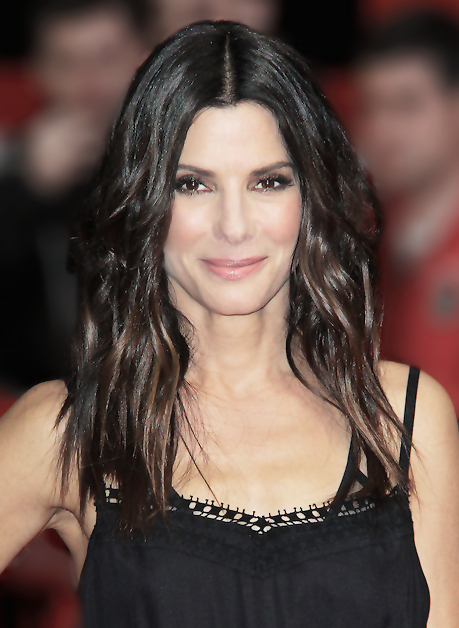
Sandra Bullock, actriță americană

- 1959: Kevin Spacey, actor american
- 1964: Sandra Bullock, actriță americană
- 1968: Frédéric Diefenthal, actor francez
- 1974: Daniel Negreanu, jucător canadian de poker
- 1990: Jesús Herrada, ciclist spaniol
- 1993: Elizabeth Gillies, actriță americană
- 1995: Sebastián Athié, actor și cântăreț mexican (d. 2020)

## Decese
- 1380: Împăratul Kōmyō al Japoniei (n. 1322)
- 1471: Papa Paul al II-lea (n. 1417)
- 1608: Pablo de Céspedes, pictor spaniol (n. 1538)
- 1630: Carol Emanuel I de Savoia, duce de Savoia (n. 1562)
- 1693: Ulrica Eleonora a Danemarcei, soția regelui Frederic al III-lea al Danemarcei (n. 1656)
- 1741: Wilhelm Heinrich, Duce de Saxa-Eisenach  (n. 1691)
- 1801: Maximilian Franz de Austria, arhiepiscop, fiul împărătesei Maria Terezia (n. 1756)

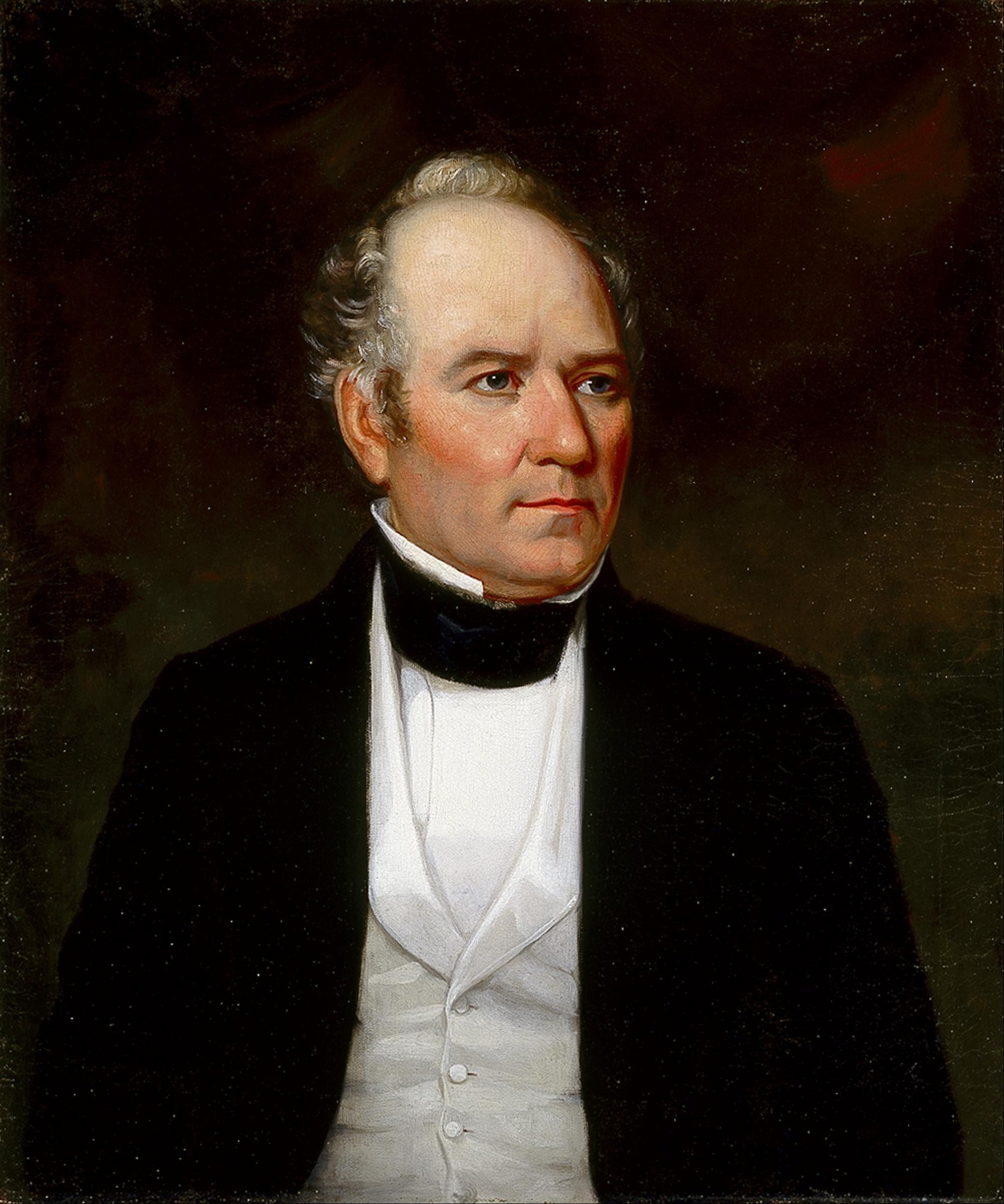
Sam Houston, om politic și general american
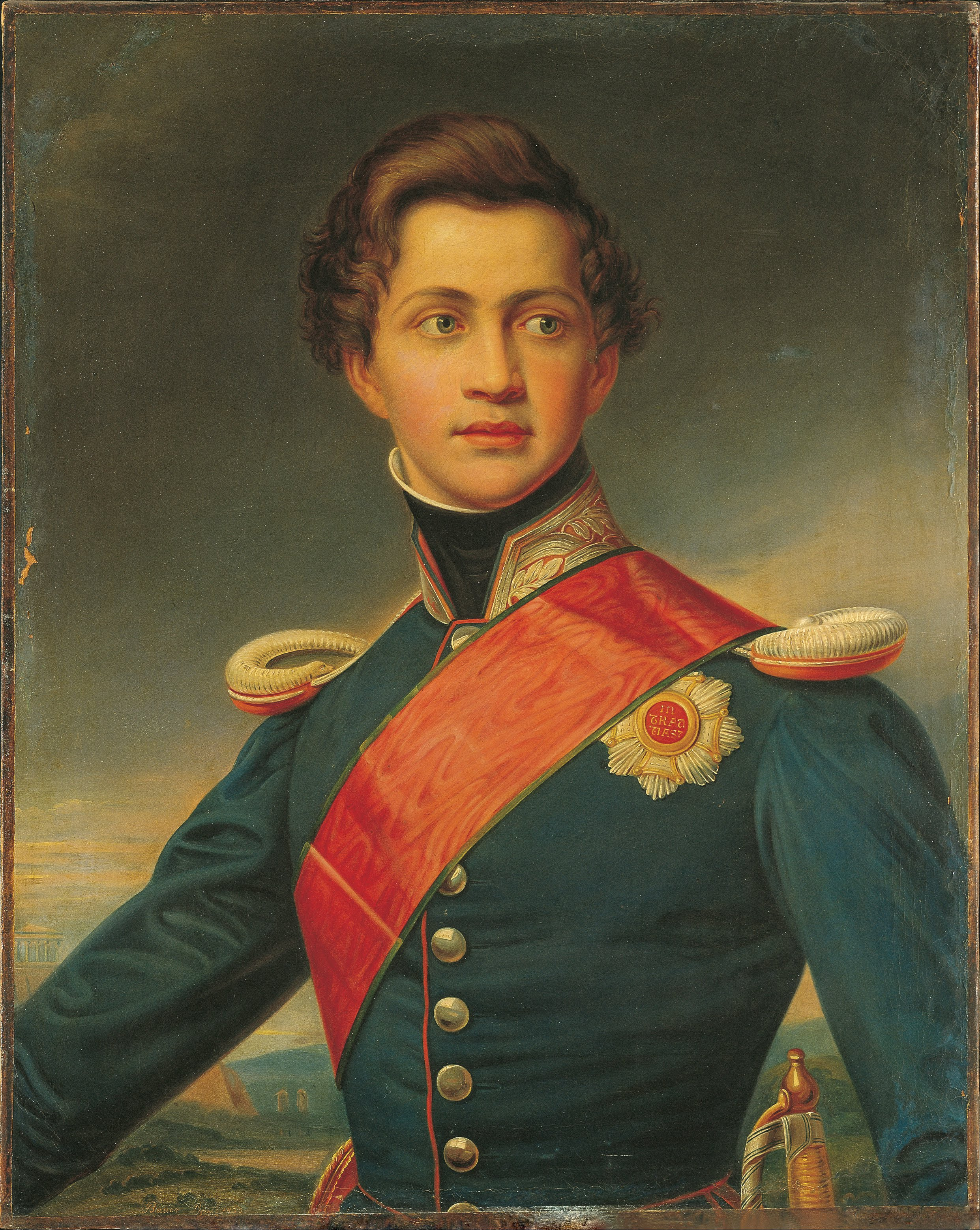
Otto, rege al Greciei
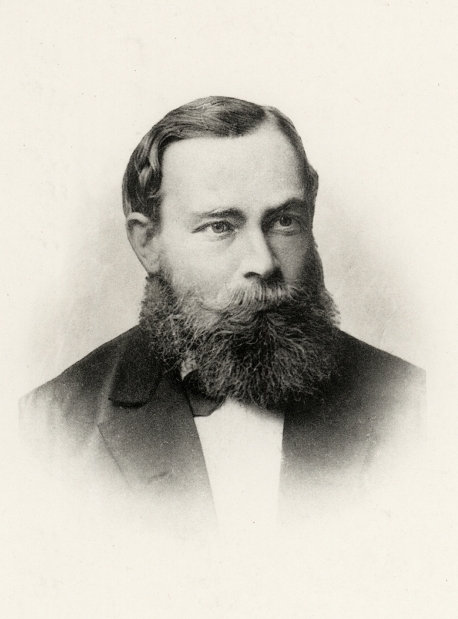
Gottlob Frege, matematician și logician german

- 1863: Sam Houston, om politic și general american (n. 1793)
- 1867: Regele Otto al Greciei (n. 1815)
- 1880: Johann Baptist de Coronini-Cronberg, general austriac (n. 1794)
- 1881: Prințul August de Saxa-Coburg și Gotha, duce de Saxonia (n. 1818)
- 1924: Charles Bertier, pictor francez (n. 1860)
- 1925: Gottlob Frege, matematician și logician german (n. 1848)
- 1938: Daisy Greville, Contesă de Warwick, metresa regelui Eduard al VII-lea al Regatului Unit (n. 1861)
- 1941: Henri Lebesgue, matematician francez (n. 1875)
- 1942: Titus Brandsma, călugăr carmelit, victimă a regimului nazist (n. 1881)
- 1941: Benjamin Whorf, lingvist american (n. 1897)
- 1946: Marguerite Delorme, pictoriță franceză (n. 1876)
- 1952: Eva Perón, actriță argentiniană, prima doamnă a Argentinei (n. 1919)
- 1967: Alexandru Cișman, fizician român, membru corespondent al Academiei Române (n. 1897)

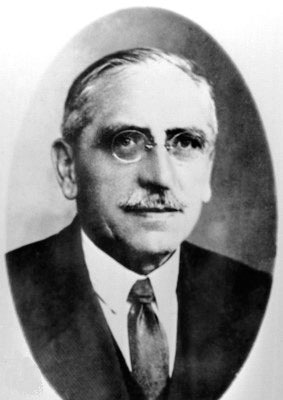
Henri Lebesgue, matematician francez
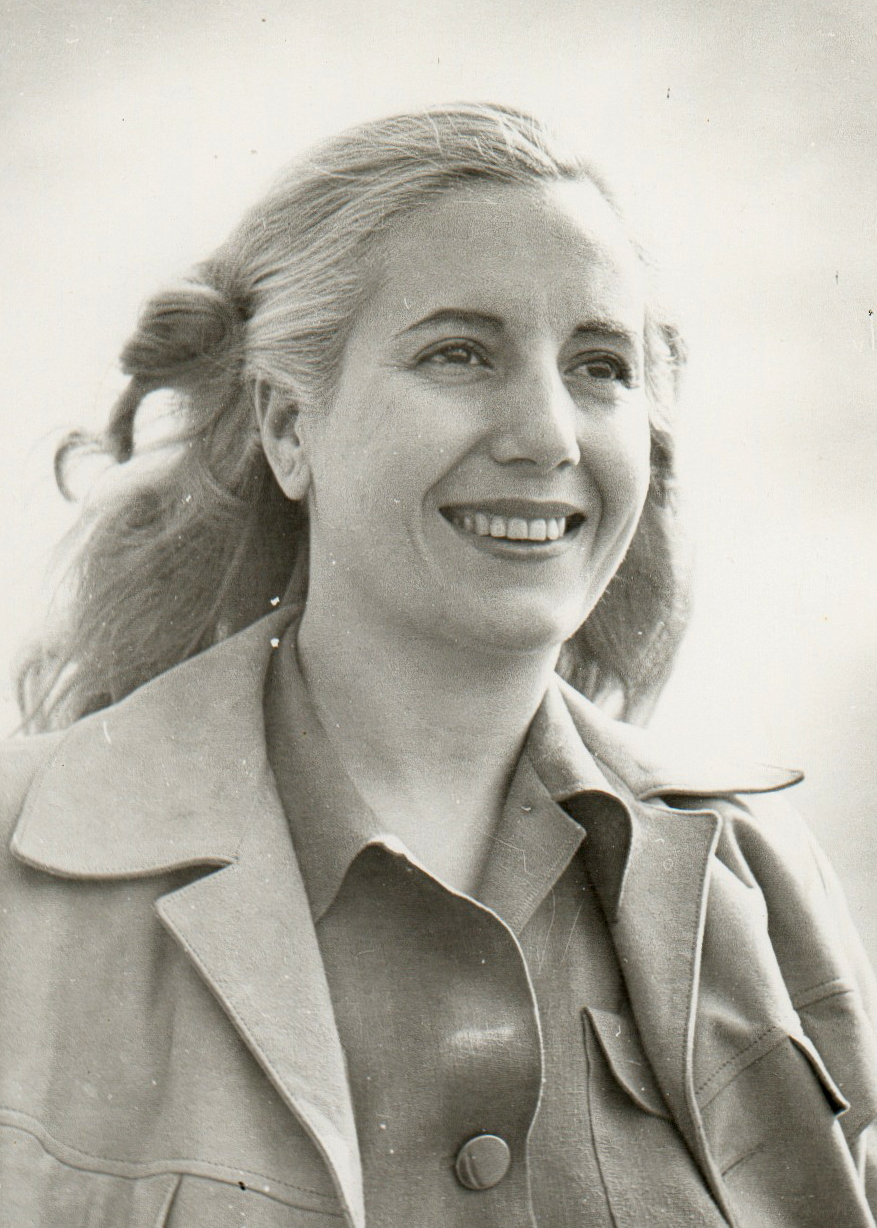
Eva Perón, soția lui Juan Perón
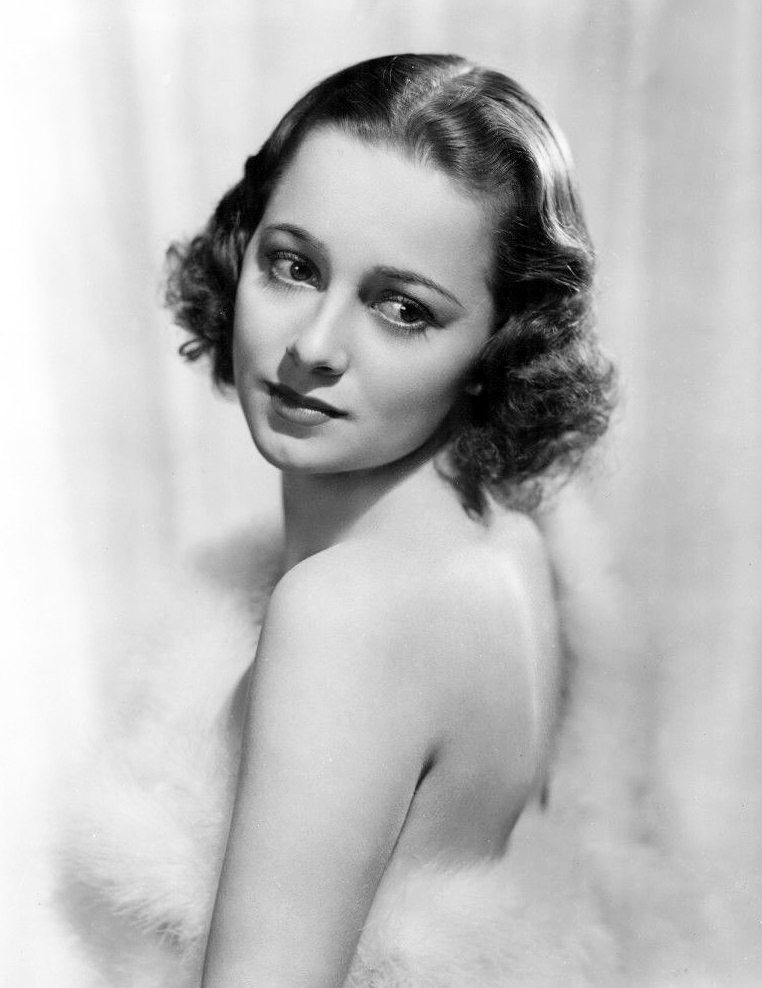
Olivia de Havilland, actriță americană

- 1975: Ibrahim Niasse, învățat musulman și teolog mistic din Senegal
- 1995: Constantin Anastasatu, medic român, membru al Academiei Române (n. 1917)
- 2020: Olivia de Havilland, actriță americană (n. 1916)
- 2021: Lidia Bejenaru, interpretă de muzică populară din Republica Moldova (n. 1953)
- 2021: Joey Jordison, muzician, compozitor și producător muzical american (Slipknot), (n. 1975)
- 2023: Sinéad O'Connor, cântăreață irlandeză (n. 1966)

## Sărbători
- Cuba—Sărbătoare națională
- Liberia—Sărbătoare națională, Proclamarea independenței (1847)
- Maldive—Sărbătoare națională. Proclamarea independenței (1965)
- Biserica Catolică—Sfinții Ioachim și Ana, părinții Sfintei Fecioare Maria